# 罗斯柴尔德家族
罗斯柴尔德家族是一个始於18世纪德国犹太裔银行家迈尔·阿姆谢尔·罗斯柴尔德的富有家族。迈尔·阿姆谢尔·罗斯柴尔德在1760年代创建了自己的银行业务，为德国法蘭克福自由市黑森-卡塞爾領伯國提供服务。不同于之前大部分为宫廷提供服务的银行家，迈尔·阿姆谢尔·罗斯柴尔德成功地传承了自己的财富，他的五个儿子分别将业务拓展至伦敦、巴黎、法兰克福、維也納和那不勒斯，一个国际性的银行世家就此诞生。
在19世纪，罗斯柴尔德家族是当时世界上最富有的家族，同时也是世界近代史上最富有的家族。家族财富分掌在众多继承人手中，如今已涵盖极为广泛的领域，包括金融服务、地产、矿业、能源、混合农业、酿酒和非盈利机构。

## 家族简介
第一个使用“罗斯柴尔德”这一姓氏为人所知的家族成员為艾萨克·埃尔坎恩·罗斯柴尔德（英语：Izaak Elchanan Rothschild），生于877年。罗斯柴尔德（德语：Rothschild）这一名字来源于德语zum rothen Schild（保留了th的旧式拼法），意为“有红色标记”，代指家族历代成员所居住的宅邸（当时，房屋以不同颜色来区分）。家族国际影响力的上升得益于迈尔·阿姆谢尔·罗斯柴尔德，他于1744年出生在德国美茵河畔法兰克福犹太人居住区，是阿姆谢尔·摩西·罗斯柴尔德（德语：Amschel Moses Rothschild）之子。阿姆谢尔·摩西·罗斯柴尔德生于910年前后，是一个与黑森王室（德语：Haus Hessen）交易的货币兑换人，受到威廉王子（此后第一任黑森选帝侯）的信任。迈尔·阿姆谢尔·罗斯柴尔德一手建立了金融世家，通过将自己的五个儿子分别派往欧洲的主要金融中心开展业务，这一帝国得以实现扩张。家族的纹章上有拳头紧握着五支箭头，分别代表由迈尔·阿姆谢尔·罗斯柴尔德的五个儿子建立的五个帝国，也援引《诗篇》第127篇：“如武士手中之箭，亦是青春之子”。盾章下方是家族箴言：团结，正直，勤勉。

保罗·约翰逊（英语：Paul Johnson）写道，
罗斯柴尔德家族是难以捉摸的，没有任何一本关于他们的著作准确揭示了真相，大多不过是胡言乱语。曾有一个女人计划创作一本书，名为《关于罗斯柴尔德家族的谎言》，但最终放弃了。她说，识别谎言易如反掌，但真相无处可寻。
她还写道，一些服务于早期国家宫廷的犹太银行家为欧洲的贵族提供资金与管理，但常常因暴力和没收而失去财富。与他们不同的是，罗斯柴尔德家族所创立的全新跨国银行不受当地冲击的影响，家族资产以金融工具的形式存在，例如股票或是债券，因此得以在世界范围内流通。罗斯柴尔德家族的创新使得他们能够将自己的财产与当地的暴力行动隔绝：“自此以后，他们的真正财富远非暴民所能触及，甚至贪婪的君主也无法染指。”
约翰逊认为，对家族财富积累贡献最大的当属伦敦的内森·迈尔·罗斯柴尔德，但尼尔·弗格森近年来的研究表明，其他罗斯柴尔德家族的分支帝国也创造了同等甚至更多的财富，包括巴黎的詹姆士·迈尔·罗斯柴尔德，那不勒斯的卡尔·迈尔·罗斯柴尔德和法兰克福的阿姆谢尔·迈尔·罗斯柴尔德。
迈尔·阿姆谢尔·罗斯柴尔德成功策略的另一关键之处在于，他们的银行始终掌握在家族成员手中，这使得他们得以将资产总数完全保密。在约1906年，犹太百科全书提道：“同一家公司的几个兄弟在不同的金融中心建立分公司，这一由罗斯柴尔德家族首创的方式也逐渐被其他犹太金融家所采用，包括畢修夫斯海姆（德语：Bischoffsheim）家族、佩雷尔（葡萄牙语：Péreire）家族、赛里格曼（英语：Seligman）家族、瑞德家族和其他家族。凭借诚实和金融技能，这些金融家不仅获得了犹太同行的信任，更得到了广大银行界的肯定。通过这种方式，在十九世纪中后期，国际金融市场中犹太金融家所占有的份额日益上升，当中以罗斯柴尔德家族为首。”它同时写道：“近些年来，非犹太裔金融家也采用了这种世界性的经营手法，整体而言，犹太人手中的控制权与之前相比有所减少。”通过精心安排的家族内部通婚（通常是表亲结婚，与王室类似），迈尔·罗斯柴尔德成功地将财富保留在了家族内部。然而，至十九世纪末期，几乎所有的家族成员都开始与家族之外的人通婚，通常与贵族或其他金融世家。迈尔·罗斯柴尔德的五个儿子分别是：
- 阿姆谢尔·迈尔·罗斯柴尔德（德语：Amschel Mayer Freiherr von Rothschild）(1773–1855)：法兰克福，没有子女，财产留给了所罗门和卡尔的儿子们
- 所罗门·迈尔·罗斯柴尔德（德语：Salomon Meyer Freiherr von Rothschild）(1774–1855)：维也纳
- 内森·迈尔·罗斯柴尔德(1777–1836)：伦敦
- 卡尔·迈尔·罗斯柴尔德（德语：Carl Mayer Freiherr von Rothschild）(1788–1855)：那不勒斯
- 詹姆士·迈尔·罗斯柴尔德（英语：James Mayer de Rothschild）(1792–1868)：巴黎

家族姓氏“罗斯柴尔德”的德语发音是 rote-shilt ，而不是像英语中的roth(s)-chyld。在德国，罗斯柴尔德这一姓氏并不常见，与英国的新教姓氏Rothchilds也无关系。

### 各国分支
- 奥地利的罗斯柴尔德银行家族
- 英格兰的罗斯柴尔德银行家族
- 那不勒斯的罗斯柴尔德银行家族
- 法兰西的罗斯柴尔德银行家族

1816年，罗斯柴尔德家族的五个分支在奥地利被擢升为贵族，获得了由奧地利皇帝弗朗茨二世授予的五个男爵世袭头衔。其中一个分支在英国获得了由维多利亚女王授予的两个世袭头衔：从男爵（1847年）和男爵（1885年）。杂志《印度大博弈（英语：GreatGameIndia）》的调查显示，罗斯柴尔德是东印度公司的控股家族之一。

## 拿破仑战争
罗斯柴尔德家族在拿破仑战争（1803–1815）之前便已经积累了数量可观的财富，这一时期更是通过贵金属交易进一步取得了领先地位。在1813至1815年之间，伦敦的内森·罗斯柴尔德几乎一手独立完成了英国战争经费的筹措，他以贵金属为第一代威靈頓公爵阿瑟·韋爾斯利的军队开赴欧洲提供资金保障，并且支付了英国提供给欧洲大陆同盟的财政补贴。仅在1815年，罗斯柴尔德家族就为英国的大陆同盟提供了9百80万英镑（1815年的货币单位。若以零售价格指数折算，约相当于今天的5亿6千6百万英镑，7亿1千7百万欧元，或8亿6千9百万美元；若以平均收入折算，约折合65亿8千万英镑，83亿4千万欧元，或101亿美元）的补贴贷款。
罗斯柴尔德兄弟之间的合作确保了商业活动在欧洲大陆的顺利进行，家族建立了包括代理人、运货商和情报员在内的庞大网络，以便在战火纷飞的欧洲大陆运送黄金。家族的这一网络同时为内森·罗斯柴尔德提供了时间以及早于竞争对手的政治金融情报，使他获得了交易市场上的优势，也使得罗斯柴尔德家族对于英国政府有着更加不可估量的价值。
有一次，通过家族网络，内森·罗斯柴尔德比政府的官方信使早一日得知了威灵顿公爵在滑铁卢战役中获胜的消息。然而这一次他最在意的却并非这一消息能够在交易市场上带来的先机，他和情报员立刻将消息通知了政府。这件事在后来的流行说法中被许多人反复提及，比如莫顿（英语：Morton）。罗斯柴尔德最为著名的交易行动是在英国的胜利公开之后进行的。内森·罗斯柴尔德经过计算得知，两年的稳定期之后，未来的政府借贷会因为和平而减少，这将会带来英国政府公债的大幅上涨，并最终确定战后的国内经济重组。内森·罗斯柴尔德立刻开始全力收购政府公债，这一举动被认为是金融史上最大胆的行为之一，因为当时的价格高得离谱。不到两年，他便在1817年一次短期价格上涨的峰顶卖掉了公债，赚取了40%的利润。考虑到罗斯柴尔德家族可支配的绝对杠杆影响力，这一利润的总和极为庞大。
1806年，内森·罗斯柴尔德在曼彻斯特建立了业务，随后逐渐转移到伦敦。1809年，他购买了位于伦敦圣斯威逊街2号新院的地产，这一办公地至今仍在使用。1811年，他建立了N·M·罗斯柴尔德银行（英语：N. M. Rothschild & Sons）。1818年，他向普鲁士政府提供了5百万英镑（相当于2016年的3亿3千万英镑）的贷款，并发行了贷款的政府公债。这构成了他银行业务的主体。内森·罗斯柴尔德在伦敦拥有雄厚的财政实力。1825－26年间，他为英格兰银行提供了足够的货币，使得后者免除了一场市场流动性危机。

## 国际高级金融
1816年，罗斯柴尔德兄弟中的四位分别被奥地利第一任皇帝弗朗茨一世（神圣罗马帝国最後一任皇帝弗朗茨二世）授予了世袭贵族头衔，第五个兄弟内森于1818年获得授勋。1822年9月29日，他们都被授予了奥地利的男爵头衔。因此，家族中的一些成员在姓氏罗斯柴尔德的前面加上de或von来表明贵族身份。自神圣罗马帝国（或奥地利以及后来的奥匈帝国，因弗朗茨一世／二世时期神圣罗马帝国在1806年之后已不复存在）获得的男爵（骑士）头衔被称为“（神圣罗马）帝国男爵”。
1847年，爵士安东尼·罗斯柴尔德被授予大不列颠世袭从男爵头衔。1885年，家族伦敦分支的内森·迈尔·罗斯柴尔德二世（1840-1915）被授予大不列颠世袭贵族中的罗斯柴尔德男爵世袭头衔。
国际高级金融是罗斯柴尔德家族银行在欧洲的工业化进程中开创的，它对于支持铁路系统在世界范围内的建立，以及类似苏伊士运河等项目的复杂政府融资都具有重大意义。19世纪，家族在伦敦梅费尔购置了大量产业。
罗斯柴尔德家族直接参与了19世纪早期巴西自葡萄牙王國的独立。根据协议，巴西政府需支付葡萄牙王国两百万英镑的赔偿，以换取后者接受巴西独立。为了替新成立的巴西帝国在伦敦交易市场上筹集这笔资金，N·M·罗斯柴尔德银行发挥了杰出的作用。1825年，内森·罗斯柴尔德筹集了2百万英镑，并在1824年谨慎地参与了首期款项1百万英镑的募集。1825年，换取葡萄牙承认巴西独立的这笔资金当中的一部分被用作担保，巴西需偿还1823年N·M·罗斯柴尔德银行提供给葡萄牙政府的贷款，本金和利息共计1百50万英镑。塞缪尔·菲利普斯公司（英语：Samuel Phillips & Co.）在1824年的一封通信显示，罗斯柴尔德家族密切地参与了这一事件。
19世纪，由罗斯柴尔德家族资本资助成立的主要公司有：
- 联合保险（英语：Alliance Assurance）（1824）（现今的RSA保险集团）
- 北方铁路公司（法语：Compagnie des chemins de fer du Nord）(1845)
- 力拓集团（1873）（自19世纪80年代起由罗斯柴尔德家族完全控制）[25]
- Eramet (1880)
- Imerys (1880)
- 戴比尔斯 (1888)

在非洲殖民地南罗德西亚建立的过程中，罗斯柴尔德家族为塞西尔·罗兹提供了资金。自19世纪80年代起，家族开始控制力拓矿业公司。
日俄战争期间，日本政府曾接触伦敦和巴黎的罗斯柴尔德家族寻求资金支持。伦敦财团发行的日本战争债券总和为1千1百50万英镑（以1907年的汇率计算；相当于2012年的10亿3千万英镑）。
罗斯柴尔德成为了奢侈与富有的代名词；家族因艺术品收藏，豪华宅邸和慈善事业而著名。截止到世纪末，据保守估计，家族共建造或拥有超过41座豪华宅邸，其规模与奢华程度甚至连最富有的王室也无法与之比肩。英国财政大臣劳合·乔治声称，在1909年，男爵内森·罗斯柴尔德是英国最有权势的人。
1901年，由于没有男性继承人，法兰克福的家族生意在持续了一个多世纪之后结束。家族的重返要待到1989年，伦敦的投资分支N·M·罗斯柴尔德银行（英语：N. M. Rothschild & Sons）和瑞士的分支罗斯柴尔德银行（英语：Bank Rothschild AG）在法兰克福建立了银行办事处。
1836年，《奈尔斯周报（英语：Niles' Weekly Register）》第49期这样评论罗斯柴尔德家族对国际高级金融的影响：
“罗斯柴尔德家族是现代银行业的奇迹......我们看到犹太的子孙，在经受长达两千年的迫害之后，超越国王，甚至是皇帝，将整个大陆掌握在手中。罗斯柴尔德家族统治了基督徒世界。没有一个内阁不听取他们的建议。从彼得堡到维也纳，从维也纳到巴黎，从巴黎到伦敦，从伦敦到华盛顿，他们的手都可以同样地触及。男爵罗斯柴尔德，家族的首领，是真正的犹太之王，被囚之人的王子，是这卓越种族已期盼长久的弥赛亚。他掌握和平与战争、祝福与诅咒的钥匙......他们是欧洲的国王们和美国的共和党领袖们的经纪人与顾问。还有什么是他们更想得到的呢？”

## 英国分支
罗斯柴尔德家族的英国分支由内森·迈尔·罗斯柴尔德(1777–1836)于1798年建立，最初在曼彻斯特，后来转移到伦敦。内森·迈尔·罗斯柴尔德是迈尔·阿姆谢尔·罗斯柴尔德(1744–1812)的第三个儿子，他先是在曼彻斯特建立了纺织生意，之后进一步在伦敦成立了N·M·罗斯柴尔德银行。
19世纪早期拿破仑战争期间，在管理和筹集英国政府给予盟友的财政援助方面，罗斯柴尔德伦敦银行发挥了主导作用。通过建立一个由代理人、运货商和情报员所组成的网络，家族银行得以为威灵顿公爵在葡萄牙王國和西班牙波旁王朝的军队提供资金，进而对战争进行资助。在19世纪的其它时期，银行业务的主体是为政府项目提供其它新式的综合融资。N·M·罗斯柴尔德银行在伦敦城拥有雄厚的财政实力，在1825-26年间，它为英格兰银行提供了足够的货币，使其得以避免了一场流动危机。
莱昂内尔·罗斯柴尔德(1808–1879)作为内森·迈尔·罗斯柴尔德的长子，接替他继续掌管伦敦的分行。在莱昂内尔的管理下，家族银行为1875年英国政府购买鄂圖曼帝國的埃及省的苏伊士运河股份提供了资金。通过资助塞西尔·罗兹，罗斯柴尔德银行也推动了不列颠南非公司的发展。1902年塞西尔·罗兹去世，利奥波德·罗斯柴尔德(1845–1917)管理他的产业并协助在牛津大学成立了罗德奖学金项目。
1873年，罗斯柴尔德家族在法国和英国的分行联合其他投资人共同收购了西班牙政府亏损的力拓铜矿。这些新的所有者对公司进行了重组，使之成为了一门盈利的生意。截止到1905年，罗斯柴尔德家族占有力拓超过30%的股份。1887年，法国和英国的家族银行投资了南非戴比尔斯钻石矿业，成为了其最大的股东。
伦敦的家族银行在莱昂内尔·内森·罗斯柴尔德(1882–1942)和他的兄弟安东尼·古斯塔夫·罗斯柴尔德（英语：Anthony Gustav de Rothschild）(1887–1961)的管理下继续运行，管理权后来转移到伊夫林·罗斯柴尔德爵士（生于1931年）的手中。2003年，伦敦N·M·罗斯柴尔德银行主席伊夫林·罗斯柴尔德爵士退休之后，英国和法国的金融机构在大卫·勒内·罗斯柴尔德（法语：David René de Rothschild）的领导下合并。

## 法国分支
罗斯柴尔德家族在法国共有两个分支：
第一个分支是被称为“詹姆士”的詹姆士·迈尔·罗斯柴尔德的后裔。他在巴黎成立了法国罗斯柴尔德银行（法语：de Rothschild Frères/Banque Rothschild）。拿破仑战争之后，詹姆士在铁路建设和矿业开采的融资过程中发挥了重要作用，上述工业也促使法国成为了一个工业强国。截止到 1980年，巴黎的银行有约2000名雇员，年成交量达到260亿法郎（以 1980年货币计算，相当于41.3亿欧元或50亿美金）。
然而在之后的1982年，巴黎分行遭受了致命的重创。以弗朗索瓦·密特朗为首的社会党政府将银行收归国有，重新命名为欧洲银行（法语：Compagnie Européenne de Banque）。当时39岁的大卫·勒内·罗斯柴尔德（法语：David René de Rothschild）男爵决定留下重新开始。他成立了一个新的机构——罗斯柴尔德银行，当时仅有３名职员和83万欧元（1百万美金）的注册资本。如今，巴黎的机构已经有22名合伙人，在全球的金融业务中占据着重要地位。
之后几代罗斯柴尔德家族巴黎分支的成员均参与了家族生意，逐渐成为跨国投资银行领域的重要力量。汤森路透金融排行榜的数据显示，罗斯柴尔德家族在英国、法国和意大利的投资银行收购兼并交易中始终位居前列。
詹姆士·迈尔·罗斯柴尔德的儿子之一埃德蒙·詹姆士·罗斯柴尔德十分热衷于慈善事业与艺术品收藏，同时也是一个坚定的锡安主义支持者。1953年，詹姆士的孙子埃德蒙·阿道夫·罗斯柴尔德男爵成立了私人银行罗斯柴尔德集团（法语：Groupe Edmond de Rothschild）。本杰明·罗斯柴尔德（法语：Benjamin de Rothschild）自1997年起开始担任集团主席，截止到2008年，该集团的总资产为1000亿欧元，在法国、澳大利亚和南非拥有大量的酒庄，包括克拉克酒庄（法语：Château Clarke）和劳蕾丝酒庄（法语：Château des Laurets）。1961年，时年35岁的埃德蒙·阿道夫·罗斯柴尔德购买了地中海俱乐部。他曾到访过其中一个度假地，度过了愉快的时光。他的股份在20世纪90年代被低价卖出。1973年，埃德蒙收购了加州银行（英语：Bank of California），并在1984年出售了自己的股份。1985年，加州银行被三菱银行收购。
法国的第二个分支是纳撒尼尔·罗斯柴尔德（英语：Nathaniel de Rothschild） (1812–1870)的后裔。纳撒尼尔·罗斯柴尔德生于伦敦，是家族英国分支创始人内森·迈尔·罗斯柴尔德(1777–1836)的第四个孩子，在1850年来到巴黎与他的叔叔詹姆士·迈尔·罗斯柴尔德共同管理家族生意。1853年，纳撒尼尔收购了位于吉伦特省波亚克的葡萄园木桐酒庄，改名为木桐·罗斯柴尔德酒庄。后来，这一名字成为了世界知名商标之一。1868年，纳撒尼尔的叔叔詹姆士·迈尔·罗斯柴尔德收购了临近的拉菲酒庄。

## 奥地利分支
所罗门·迈尔·罗斯柴尔德（德语：Salomon Meyer Freiherr von Rothschild）于十九世纪二十年代在维也纳成立了家族银行，家族在奥地利的分支拥有大量的财富以及相当的社会地位。1929年的危机引发了一些问题，男爵路易斯·罗斯柴尔德（德语：Louis Nathaniel von Rothschild）曾试图支持奥地利最大的银行信贷银行（英语：Creditanstalt），以阻止其倒闭。尽管如此，第二次世界大战期间罗斯柴尔德家族仍然不得不将银行交给纳粹，并逃离了奥地利。家族在维也纳建有多个豪华宅邸，合称“罗斯柴尔德皇宫”，不仅规模惊人，当中还有数量巨大的家族收藏，包括油画、铠甲、挂毯和雕像。罗斯柴尔德皇宫也被充公，纳粹在洗劫之后将其摧毁。家族成员全部逃脱了犹太人大屠杀，一些人去了美国，直到战后才返回欧洲。1999年，奥地利政府同意将250件藏品归还给罗斯柴尔德家族。这批藏品当年被纳粹掠走，战后归入了国家博物馆。

## 那不勒斯分支
CM罗斯柴尔德银行曾向教皇国和兩西西里王國的诸多国王，以及帕尔马公国和托斯卡纳大公国提供大量的贷款。然而在十九世纪三十年代，那不勒斯像西班牙一样逐渐减少了传统债券的发行，这开始对银行的发展和利润产生影响。1861年意大利统一之后，意大利贵族的数量随之减少，而他们原本是罗斯柴尔德银行的主要客户。长远来看，银行业务持续性的下降已经可以预计，因此那不勒斯的分行最终关闭。不过，在十九世纪早期，罗斯柴尔德家族的那不勒斯分支同梵蒂冈银行建立了紧密的关系，家族同梵蒂冈之间的合作一直持续到二十世纪。1832年，当教皇格里高利十六世接见卡尔·罗斯柴尔德时，教廷并未要求卡尔亲吻教皇的脚。这令旁观者极为惊讶，因为当时所有觐见教皇的人都被如此要求，包括君主。1906年，犹太百科全书将罗斯柴尔德家族描述为“教皇财富的守护者”。

## 犹太人身份和复国主义立场
罗斯柴尔德家族成员对犹太人团结的看法并不统一，许多人支持犹太复国主义，而另一些人则反对建立一个犹太国家。第三代罗斯柴尔德男爵维克多·罗斯柴尔德在大屠杀时反对提供庇护或是帮助犹太难民。第二代罗斯柴尔德男爵沃尔特·罗斯柴尔德是1917年致锡安主义联盟（英语：Zionist Federation）的贝尔福宣言的收信人，在该宣言中，英国政府支持于巴勒斯坦建立一个犹太人的“民族之家”。当詹姆士·迈尔·罗斯柴尔德于1868年去世后，他的长子阿方斯·詹姆斯·罗斯柴尔德接管了家族银行，并积极地支持以色列地。根据罗斯柴尔德家族的文献记载，在十九世纪七十年代，家族每年以东方犹太人的名义向普世以色列人同盟（英语：Alliance Israélite Universelle）捐款近50万法郎。詹姆士·罗斯柴尔德的小儿子埃德蒙·詹姆士·罗斯柴尔德资助建立了位于巴勒斯坦里雄莱锡安的第一个定居点，他从土耳其人手中购买的土地组成了今天以色列的一部分。1924年，埃德蒙·罗斯柴尔德成立了巴勒斯坦犹太移民协会（英语： Palestine Jewish Colonisation Association，简称PICA）。该协会收购了超过12.5万英亩（50,586公顷）的土地，并建立了投资企业。埃德蒙·罗斯柴尔德资助建立的聚居地遍布以色列各地，包括Metula，Zikhron Ya'akov，里雄莱锡安和罗什平纳（英语：Rosh Pinna），许多地点以他的名字命名，例如位于特拉维夫的罗斯柴尔德大道。此外，位于巴黎布洛涅比扬古的埃德蒙·罗斯柴尔德公园（法语：Parc Edmond de Rothschild）亦是得名于它的建立者。罗斯柴尔德家族在资助以色列政府公共设施的建设中也发挥了重要作用。詹姆士·罗斯柴尔德（英语：James Armand Edmond de Rothschild）斥资建造了议会大厦，并将它作为礼物送给了以色列政府。以色列最高法院大厦由桃乐茜·罗斯柴尔德（英语：Dorothy Mathilde de Rothschild）捐赠。总统办公室外展览着桃乐茜写给当时总理希蒙·佩雷斯的信，信中桃乐茜表示她希望为最高法院捐赠一栋办公楼。
一名居住在瑞士的家族成员男爵本杰明·罗斯柴尔德（英语：Benjamin de Rothschild）2010年在接受《国土报》采访时表示，他支持巴以和平进程：“我明白这是一件复杂的事情，主要是由于狂热和极端主义者的存在——两边都有。我认为以色列也有狂热分子。...基本上我并不接触政客，我与本雅明·内塔尼亚胡交谈过一次，同以色列的一位财政部长也见过一次面，但于我而言，越少同政客打交道越好。”由于同以色列征税部门之间的争议，这位男爵拒绝到访以色列。他的妻子阿丽亚娜·罗斯柴尔德（英语：Ariane de Rothschild）经常回到以色列，在那里管理凯撒利亚基金会。她表示：“令人感到侮辱的是，国家对我们有所怀疑。如果有一个家族真正实践了对于国家的承诺，那便是我们。”

## 现代商业、投资与慈善事业
自十九世纪末期起，家族开始保持低调的公众形象，向慈善机构捐赠了许多著名的宅邸和大量的艺术品，并且避免引人注目的财富展示。时至今日，罗斯柴尔德家族的生意尽管与十九世纪相比规模缩小了许多，仍涵盖广泛的领域，包括地产、金融服务、混合农业、能源、矿产、酿酒和非盈利机构。

### 罗斯柴尔德集团
自2003年起，诸多罗斯柴尔德银行开始由罗斯柴尔德持续控股集团（英语：Rothschild Continuation Holdings）控制。罗斯柴尔德持续控股集团注册于瑞士，主席是大卫·勒内·罗斯柴尔德男爵（英语：David René de Rothschild），由Concordia BV控制。Concordia BV是一家注册在荷兰的控股集团，由罗斯柴尔德公司（法语：Paris Orléans）管理。罗斯柴尔德公司注册于法国，由罗斯柴尔德家族控股的Rothschild Concordia SAS控制。

## 相關連結
- 《貨幣戰爭》：描述羅斯柴爾德家族操控經濟的陰謀論書籍